# 曹振峰
曹振峰（1926年8月—2006年），男，直隶（今河北）保定人，中国画家，曾任中国美术家协会理事，中国美术馆副馆长。